# Sandbergsträsket
Sandbergsträsket är en sjö i Arvidsjaurs kommun i Lappland och ingår i Skellefteälvens huvudavrinningsområde.